# Хансен, Трэвис
Трэвис Митчелл Хансен (англ. Travis Mitchell Hansen; род. 14 апреля 1978 года, в Прово, штат Юта, США) — американский баскетболист, имеющий российское гражданство. Выступает на позициях атакующего защитника и лёгкого форварда. Был выбран на драфте НБА 2003 года командой «Атланта Хокс» под 37-м номером. Последней командой был клуб «Химки», который игрок покинул в 2011 году.

## Ранние годы
Трэвис Хансен учился в школе Маунтин Вью (штат Юта), где и начал заниматься баскетболом. В средней школе за сезон был близок к трипл-даблу, набирая 18,6 очка, совершая 8,4 подбора и отдавая 7,5 результативных передач. С этой статистикой был капитаном школьной команды «Брюинс», которые стали чемпионами региона в 1996 году. В колледже выступал за Юту Вэлли в своем родном городе, набирал в среднем за матч 11,2 очка и совершал 3,6 подбора. Вскоре после поступления в колледж у его матери, Лори Хансен, обнаружили рак и в 1997 году она умерла. После этого Трэвис оставил колледж, и в течение двух лет провел в миссионерском лагере мормонов в Сантьяго (Чили).

## Карьера
Через неделю после миссии Хансен выступал на турнире в Калифорнии, где после прохода сломал щит. Игрок попал в госпиталь Лос-Анджелеса, где ему наложили многочисленные швы. После инцидента многие колледжи приглашали Хансена, университеты Юты, Калифорнии, Индианы, Нью-Мексико, Невады, Аризоны, однако игрок выбрал Университет Бригама Янга. В университете он отыграл в течение трех сезонов, с 2000 по 2003 год. В коллеже за внешнее сходство с певцом Эминемом Хансена прозвали Elder 8 Mile. Хансен дважды попадал в сборную Конференции, по итогам года признавался лучшим игроком защитного плана, дважды попадал в сборную округа. В домашних играх команда показала лучший результат в истории при соотношении побед и поражений 44-1, дважды игрок становился чемпионом Конференции и был выбран под 8-м номером во втором раунде драфта НБА. На драфте 2003 года Хансена выбрала команда «Атланта Хокс», что стало для колледжа всего лишь вторым драфтом в истории - первым был Шон Брэдли в 1993 году. Игрока отличали хорошие навыки игры в защите, хороший прыжок, а также бросок с дистанции. Лучшие показатели Хансена в колледже составили 30 очков, 17 подборов и 5 результативных передач на втором курсе в матче против Пеппердайна.
В НБА с «Атлантой» Хансен подписал двухлетний контракт. В дебютном сезоне отыграл в 41 матче, в стартовом составе выходил четырежды, в среднем набирал 3 очка за матч. Из-за повреждения правой ноги половину сезона не играл. Лучшие показатели в карьере пришлись на игру с «Бостон Селтикс» - игрок провел на площадке 41 минуту, набрал 14 очков, совершил 6 подборов и отдал 4 результативные передачи.
В сезоне 2004-05 годов игрок решил перебраться в Европу, где присоединился к команде «Тау Керамика», с которым завоевал Суперкубок Испании в 2005 году, Кубок Испании 2006 года, а также выступал в «Финале четырёх» Евролиги и финале чемпионата Испании. В среднем набирал 10,5 очков и совершал 3,3 подбора в сезоне 2006, после чего решил перейти в московское «Динамо».
В сезоне 2006 года игрок подписал двухлетний контракт с обладателем Кубка Европы, московским «Динамо». С командой дошёл до стадии Top-16 Евролиги, набирая в среднем 15 очков за матч, однако затем получил травму ахилла.
Восстановился после травмы игрок уже в сезоне 2007-08 годов и помог «Динамо» завоевать третье место в Кубке Европы, с личным результатом 17,5 очка, 3,3 подбора с процентом попаданий 56,4 с игры и 46,3% с линии трёхочковых бросков.
В феврале 2008 года Хансен продлил контракт с «Динамо» ещё на три года, а президент России В.В. Путин подписал указ о предоставлении ему российского гражданства. В сезоне 2008-2009 Хансен вновь привёл «Динамо» к «Финалу четырёх» Еврокубка, который проходил в Турине (Италия), лидируя по показателю средней результативности за матч с 16,4 очками.
В июле 2009 года игрок вернулся в чемпионат Испании, где подписал двухлетний контракт с командой «Реал Мадрид». Команда под руководством лучшего итальянского тренера Этторе Мессины занималась обновлением состава и подписала много хороших игроков, выступающих в европейских турнирах. Команда добралась до стадии Top-8 Евролиги, финалов Суперкубка Испании и финалов Кубка Испании.
В мае 2010 года у Хансена была обнаружена межпозвоночная грыжа и потребовалась операция, которая была проведена на родине игрока, в Прово (штат Юта). После этого игрок восстанавливался, а в декабре 2010 года подписал контракт с российским клубом «Химки» до конца сезона 2010-2011 годов.
В апреле 2011 года Хансен помог «Химкам» стать чемпионом Единой лиги ВТБ, забив пять штрафных на последних секундах финальной игры.

Летом 2011 года руководство БК «Химки» решило прекратить сотрудничество с игроком.

### Сборная России
В марте 2008 года Хансен получил российское гражданство, чтобы выступать за сборную России по баскетболу на Олимпиаде 2008 года в Пекине. Хансен стал вторым американским игроком, который получил российское гражданство, однако за сборную ему выступить так и не удалось.

## Личная жизнь
Трэвис и его жена Лори Меррелл в 2007 году основали «Фонд маленьких героев» (англ. Little Heroes Foundation). У супругов два сына и дочь. В сентябре 2011 года Хансен решил прекратить выступления на профессиональной арене. Он является президентом созданного фонда и числится в исполнительных советах различных неправительственных организаций и фондов. Также Трэвис ведёт колонку «Поговори с Трэвом» (англ. Talkin' with Trav) в газете Deseret News и является автором книги «Следующие несколько лет изменят Вашу жизнь», которая была издана в Deseret Book в ноябре 2012 года.
Хансен является последователем Церкви Иисуса Христа Последних Дней, с миссией от которой два года жил в Сантьяго (Чили).

## Достижения
«Тау Керамика» :
- Обладатель Суперкубка Испании : 2005
- Обладатель Кубка Испании : 2006

 «Динамо» (Москва) :
- Финалист Кубка России : 2009

 «Реал Мадрид» :
- Финалист Суперкубка Испании : 2010
- Финалист Кубка Испании : 2010
- Финалист чемпионата Испании : 2010

 «Химки» :
- Чемпион Единой лиги ВТБ : 2011

## Статистика

### Статистика в НБА
| Сезон                                                                                    | Команда | Регулярный сезон | Регулярный сезон | Регулярный сезон | Регулярный сезон | Регулярный сезон | Регулярный сезон | Регулярный сезон | Регулярный сезон | Регулярный сезон | Регулярный сезон | Регулярный сезон | Серия плей-офф | Серия плей-офф | Серия плей-офф | Серия плей-офф | Серия плей-офф | Серия плей-офф | Серия плей-офф | Серия плей-офф | Серия плей-офф | Серия плей-офф | Серия плей-офф |
| Сезон                                                                                    | Команда | GP               | GS               | MPG              | FG%              | 3P%              | FT%              | RPG              | APG              | SPG              | BPG              | PPG              | GP             | GS             | MPG            | FG%            | 3P%            | FT%            | RPG            | APG            | SPG            | BPG            | PPG            |
| ---------------------------------------------------------------------------------------- | ------- | ---------------- | ---------------- | ---------------- | ---------------- | ---------------- | ---------------- | ---------------- | ---------------- | ---------------- | ---------------- | ---------------- | -------------- | -------------- | -------------- | -------------- | -------------- | -------------- | -------------- | -------------- | -------------- | -------------- | -------------- |
| 2003/04                                                                                  | Атланта | 41               | 4                | 12,4             | 35,4             | 30,0             | 81,5             | 1,7              | 0,5              | 0,2              | 0,2              | 3,0              | Не участвовал  | Не участвовал  | Не участвовал  | Не участвовал  | Не участвовал  | Не участвовал  | Не участвовал  | Не участвовал  | Не участвовал  | Не участвовал  | Не участвовал  |
|                                                                                          | Всего   | 41               | 4                | 12,4             | 35,4             | 30,0             | 81,5             | 1,7              | 0,5              | 0,2              | 0,2              | 3,0              | Не участвовал  | Не участвовал  | Не участвовал  | Не участвовал  | Не участвовал  | Не участвовал  | Не участвовал  | Не участвовал  | Не участвовал  | Не участвовал  | Не участвовал  |
| Наведите курсор мыши на аббревиатуры в заголовке таблицы, чтобы прочесть их расшифровку. |         |                  |                  |                  |                  |                  |                  |                  |                  |                  |                  |                  |                |                |                |                |                |                |                |                |                |                |                |

### Статистика в NCAA
| Сезон | Команда    | Conf  | Class | GP | GS | MPG  | FG%  | 3P%  | FT%  | RPG | APG | SPG | BPG | PPG  |
| --- | ---------- | ----- | ----- | -- | -- | ---- | ---- | ---- | ---- | --- | --- | --- | --- | ---- |
| 2000/01 | Бригам Янг | MWC   | SO    | 24 | 9  | 16,6 | 40,8 | 29,4 | 71,8 | 3,0 | 1,1 | 0,6 | 0,2 | 5,5  |
| 2001/02 | Бригам Янг | MWC   | JR    | 30 | 30 | 31,1 | 43,5 | 42,2 | 75,8 | 6,2 | 1,5 | 0,6 | 0,4 | 15,6 |
| 2002/03 | Бригам Янг | MWC   | SR    | 32 | 32 | 32,0 | 44,1 | 34,0 | 79,9 | 4,8 | 2,4 | 0,9 | 0,6 | 16,8 |
| Всего | Всего      | Всего | Всего | 86 | 71 | 27,4 | 43,4 | 36,9 | 77,4 | 4,8 | 1,7 | 0,7 | 0,4 | 13,2 |
| Наведите курсор мыши на аббревиатуры в заголовке таблицы, чтобы прочесть их расшифровку Статистика приведена с сайта sports-reference.com |            |       |       |    |    |      |      |      |      |     |     |     |     |      |

### Статистика в других лигах
| Сезон | Команда              | Лига                 | GP  | GS  | MPG  | FG%  | 3P%  | FT%  | RPG | APG | SPG | BPG | PFL | TOV | PPG  |
| --- | -------------------- | -------------------- | --- | --- | ---- | ---- | ---- | ---- | --- | --- | --- | --- | --- | --- | ---- |
| 2004/05 | Все клубы            | Все лиги             | 63  | 27  | 18,6 | 44,0 | 42,7 | 72,2 | 2,6 | 1,0 | 0,5 | 0,2 | 2,5 | 0,8 | 7,5  |
| 2004/05 | ТАУ Керамика         | Чемпионат Испании    | 42  | 18  | 19,2 | 44,1 | 42,1 | 56,3 | 2,6 | 1,1 | 0,4 | 0,2 | 2,5 | 0,9 | 7,7  |
| 2004/05 | ТАУ Керамика         | Евролига             | 21  | 9   | 17,5 | 43,7 | 44,3 | 85,0 | 2,5 | 0,9 | 0,8 | 0,1 | 2,3 | 0,7 | 7,0  |
| 2005/06 | Все клубы            | Все лиги             | 64  | 47  | 24,0 | 43,0 | 41,4 | 83,2 | 3,1 | 0,8 | 0,9 | 0,4 | 2,6 | 1,2 | 10,8 |
| 2005/06 | ТАУ Керамика         | Чемпионат Испании    | 42  | 31  | 24,2 | 42,7 | 39,8 | 80,6 | 3,3 | 0,8 | 0,9 | 0,4 | 2,7 | 1,1 | 10,5 |
| 2005/06 | ТАУ Керамика         | Евролига             | 22  | 16  | 23,5 | 43,7 | 44,0 | 89,7 | 2,9 | 0,8 | 0,8 | 0,4 | 2,5 | 1,4 | 11,2 |
| 2006/07 | Динамо (Москва)      | Евролига             | 14  | 13  | 29,8 | 45,2 | 36,1 | 68,4 | 3,9 | 1,7 | 1,4 | 0,1 | 1,9 | 2,1 | 14,4 |
| 2007/08 | Динамо (Москва)      | Кубок Европы         | 14  | 11  | 26,4 | 56,4 | 46,3 | 76,5 | 3,3 | 1,6 | 1,4 | 0,2 | 2,8 | 1,8 | 17,5 |
| 2008/09 | Динамо (Москва)      | Кубок Европы         | 12  | 12  | 30,1 | 54,3 | 34,2 | 76,2 | 4,6 | 3,1 | 1,4 | 0,3 | 3,0 | 2,6 | 16,4 |
| 2009/10 | Все клубы            | Все лиги             | 38  | 22  | 19,0 | 40,1 | 39,3 | 90,0 | 2,0 | 1,3 | 0,7 | 0,1 | 2,6 | 0,8 | 6,1  |
| 2009/10 | Реал Мадрид          | Чемпионат Испании    | 21  | 14  | 20,5 | 41,5 | 38,7 | 92,9 | 2,1 | 1,8 | 0,9 | 0,2 | 2,8 | 1,0 | 7,1  |
| 2009/10 | Реал Мадрид          | Евролига             | 17  | 8   | 17,2 | 37,3 | 40,5 | 87,5 | 1,9 | 0,6 | 0,5 | 0,0 | 2,2 | 0,6 | 4,8  |
| Всего | Всего                | Всего                | 205 | 132 | 22,3 | 45,4 | 41,2 | 77,9 | 2,9 | 1,2 | 0,8 | 0,2 | 2,5 | 1,2 | 9,9  |
| В Евролиге | В Евролиге           | В Евролиге           | 74  | 46  | 21,5 | 43,3 | 41,9 | 78,7 | 2,7 | 1,0 | 0,9 | 0,2 | 2,2 | 1,1 | 9,1  |
| В Кубке Европы | В Кубке Европы       | В Кубке Европы       | 26  | 23  | 28,1 | 55,4 | 42,5 | 76,3 | 3,9 | 2,3 | 1,4 | 0,2 | 2,9 | 2,2 | 17,0 |
| В чемпионате Испании | В чемпионате Испании | В чемпионате Испании | 105 | 63  | 21,5 | 43,0 | 40,4 | 78,4 | 2,8 | 1,1 | 0,7 | 0,3 | 2,6 | 1,0 | 8,7  |
| Наведите курсор мыши на аббревиатуры в заголовке таблицы, чтобы прочесть их расшифровку Статистика приведена с сайта basketball.realgm.com |                      |                      |     |     |      |      |      |      |     |     |     |     |     |     |      |